# Kevin Richardson
Kevin Scott Richardson (Lexington (Kentucky), 3 oktober 1971) is een Amerikaans zanger en lid van de Backstreet Boys.

## Levensloop

### Eerste jaren
Hij werd geboren als de zoon van Ann Littrell en Jerald Richardson; hij is een neef van Backstreet Boy-lid Brian Littrell, want Richardsons moeder en Littrells vader zijn broer en zus. Hij groeide op op een tien hectare grote boerderij in Irvine (Kentucky), met zijn ouders en twee oudere broers Jerald Wayne Jr. en Tim. Hij bracht zijn kindertijd voornamelijk buiten door en kon al op 4-jarige leeftijd paardrijden. Tot zijn achttiende woonde hij in een houthakkershuisje. Hij hield van acteren en maakte deel uit van de dramaclub van zijn school. Ook was hij captain van het Estill County High School's voetbalteam. Nadat hij was geslaagd, verliet hij zijn school met de intentie om de showbusiness in te gaan. Hij vertrok naar Orlando (Florida), samen met zijn broer Jerald en verdiende geld met modellenwerk, als gids in Walt Disney World Resort en als dansinstructeur. Toen hij 19 jaar was overleed zijn vader op 26 augustus 1991, na een twee jaar durende strijd tegen kanker.

### Carrière
Richardson had moeite met het krijgen van werk in de showbusiness tot aan het midden van de jaren 90, totdat hij auditie deed voor een nog nieuw te vormen band in Orlando. Hij werd hier uiteindelijk voor uitgekozen samen met Nick Carter, Howie Dorough en AJ McLean. Hij meende dat zijn neef Brian Littrell met zijn zang ook kon bijdragen aan de groep. Nadat hij hem hierover had ingelicht, mocht hij auditie komen doen, waarna ook Brian lid werd van de Backstreet Boys.
De Backstreet Boys werden beroemd over de hele wereld gedurende het einde van de jaren 90 en Richardson reisde naar veel verschillende delen in de wereld tijdens hun tournees. Maar ook na de tournees had de band het druk met het maken van coverfoto's voor tijdschriften als Tiger Beat, 16 en Teen Beat. In 1998 deed hij wat modellenwerk voor de collectie van Versace. In november 1999 werd Richardson benoemd tot de "Sexiest Pop Star" ("Meest Sexy Popster") in het tijdschrift People.
Hij was te zien in de muziekclip "Supergirl!" van Krystal Harris. In 2002 speelde hij de rol van Billy Flynn in de Broadway-productie Chicago.
In juni 2006 verliet hij de Backstreet Boys om zich te gaan richten op andere interesses en "om te beginnen aan een nieuw gedeelte in zijn leven". Hij deelde het volgende mee op de website van de band op 23 juni 2006:

Na 13 jaar die alleen maar beschreven kunnen worden als een droom die uit is gekomen, heb ik besloten dat het tijd is om de Backstreet Boys te verlaten. Het was een erg moeilijk beslissing, maar het was noodzakelijk om verder te kunnen gaan met een nieuwe fase in mijn leven. Howard, Brian, Alex en Nick zullen altijd mijn kleine broers blijven en krijgen van mij alle liefde en steun. Ik wil ook graag alle fans van de Backstreet Boys bedanken voor alle mooie herinneringen die we samen hebben gedeeld en kijk ernaar uit om jullie mee te nemen naar de volgende fase van mijn leven. Ik wens mijn broers veel succes en kijk uit naar hun nieuwe album.

Op 29 april 2012 werd tijdens een concert in Londen door de Backstreet Boys aangekondigd dat hij zich weer bij de band zou voegen.

### Privéleven
Op 17 juni 2000 trouwde hij met actrice Kristin Willits, een voormalig achtergronddanseres van onder andere Cher. Ze hebben twee zonen.